# Vuelta a Andalucía 1956
La 3ª edición de la Vuelta a Andalucía se disputó entre el 8 y el 16 de febrero de 1956 con un recorrido de 1164,0 km dividido en 12 etapas, con inicio y final en Málaga. 
Participaron 82 corredores de los que sólo lograron finalizar la prueba 23 ciclistas.
El vencedor, el  español Miguel Bover, cubrió la prueba a una velocidad media de 38,640 km/h mientras que en la clasificación de la montaña se impuso el también español Raúl Motos.

## Etapas
| Etapa | Fecha | Recorrido                      | Km    | Ganador de la etapa |
| 1.ª   |       | Málaga - Málaga                | 50,0  | Miguel Bover        |
| 2.ª   |       | Málaga - Granada               | 135,0 | Miguel Bover        |
| 3.ª   |       | Granada - Linares              | 148,0 | José Saura          |
| 4.ª   |       | Linares - Cabra                | 169,0 | Raúl Motos          |
| 5.ª   |       | Cabra - Córdoba                | 80,0  | Miguel Alarcón      |
| 6.ª   |       | Córdoba - Sevilla              | 138,0 | José Escolano       |
| 7.ª   |       | Sevilla - Huelva               | 98,0  | Tomás Onaederrra    |
| 8.ª   |       | Huelva - Sevilla               | 98,0  | Miguel Garay        |
| 9.ª   |       | Sevilla - Jerez de la Frontera | 97,0  | Miguel Bover        |
| 10.ª  |       | Jerez de la Frontera - Cádiz   | 54,0  | Rafael López Amat   |
| 11.ª  |       | Cádiz - La Línea               | 136,0 | José Escolano       |
| 12.ª  |       | La Línea - Cádiz               | 134,0 | Raúl Motos          |

## Clasificación final
|    | Ciclista                      | Equipo                | Tiempo      |
| -- | ----------------------------- | --------------------- | ----------- |
| 1  | Miguel Bover                  | Splendid-d'Alessandro | 42h 26' 29" |
| 2  | José Gómez del Moral          |                       | + 8' 07"    |
| 3  | Antón Barrutia                |                       | + 9' 25"    |
| 4  | Antonio Jiménez Quiles        |                       | + 10' 37"   |
| 5  | Francisco Moreno              |                       | + 10' 49"   |
| 6  | Jesús Loroño                  |                       | + 11' 57"   |
| 7  | Juan Manuel Santiago Montilla |                       | + 15' 57"   |
| 8  | Miguel Pacheco                |                       | + 17' 52"   |
| 9  | José Constela                 |                       | + 20' 15"   |
| 10 | Pedro Guzmán                  |                       | + 20' 31"   |